# Li Xuerui
Li Xuerui (nascuda el 24 de gener de 1991 a Chongqing) és una jugadora de bàdminton xinesa i una de les jugadores amb més èxit del seu temps. Va aconseguir la medalla d'or a les Olimpíades de Londres 2012. Ha estat dues vegades finalista dels Campionats del món.

## Títols

### Títols individuals (23)
| Any             | Torneig                         | Adversari en la final | Puntuació           |
| --------------- | ------------------------------- | --------------------- | ------------------- |
| 2016            | China Masters                   | Sun Yu                | 21-16, 19-21, 21-6  |
| 2016            | German Open                     | Wang Shixian          | 21-14, 21-17        |
| 2015            | China Open                      | Saina Nehwal          | 21-12, 21-15        |
| 2015            | Denmark Open                    | P. V. Sindhu          | 21-19, 21-12        |
| 2014            | Denmark Open                    | Wang Yihan            | 21-17, 22-20        |
| 2014            | Indonesia Open                  | Ratchanok Intanon     | 21-13, 21-13        |
| 2014            | Japan Open                      | Tai Tzu-ying          | 21-16, 21-6         |
| 2014            | Malaysia Open                   | Wang Shixian          | 21-16, 21-17        |
| 2013            | Final Master Super Series       | Tai Tzu-ying          | 21-8, 21-14         |
| 2013            | China Open                      | Wang Shixian          | 16-21, 21-17, 21-19 |
| 2013            | Indonesia Open                  | Juliane Schenk        | 21-16, 18-21, 21-17 |
| 2012            | Final Master Super Series       | Wang Shixian          | 21-9, 15-4r         |
| 2012            | Hong Kong Open                  | Wang Yihan            | 21-12, 11-3r        |
| 2012            | China Open                      | Ratchanok Inthanon    | 21-12, 21-9         |
| 2012            | Olimpíades                      | Wang Yihan            | 21-15, 21-23, 21-17 |
| 2012            | India Open                      | Juliane Schenk        | 14-21, 21-17, 21-8  |
| 2012            | Campionats d'Àsia del bàdminton | Wang Yihan            | 21-16, 16-21, 21-9  |
| 2012            | All England Open                | Wang Yihan            | 21-13, 21-19        |
| 2012            | German Open                     | Juliane Schenk        | 21-19, 21-16        |
| 2011            | Bitburger Open                  | Yao Jie               | 21-8, 21-9          |
| 2011            | Thailand Open                   | Jiang Yanjiao         | 14-21, 21-14, 21-14 |
| 2010            | Macau Open                      | Adriyanti Firdasari   | 21-18, 21-15        |
| 2010            | Campionats d'Àsia del bàdminton | Liu Xin               | 21-13, 18-21, 21-19 |
| Tornejos Júnior |                                 |                       |                     |
| 2008            | Campionat Junior asiàtic        | Wang Shixian          | 22-20, 21-13        |